# أوسكار بيرغستروم
أوسكار بيرغستروم (3 مايو 1903 – 3 يناير 1961) هو ملاكم سويدي راحل، مثّل بلاده في الألعاب الأولمبية الصيفية 1924.

## روابط خارجية
أوسكار بيرغستروم على موقع أوليمبيديا (الإنجليزية)
- أوسكار بيرغستروم على موقع اللجنة الأولمبية السويدية (السويدية)